# Quingeo
Quingeo ist eine Ortschaft und eine Parroquia rural („ländliches Kirchspiel“) im Kanton Cuenca der ecuadorianischen Provinz Azuay. Die Parroquia besitzt eine Fläche von 18,43 km². Die Einwohnerzahl betrug im Jahr 2010 7450. Davon wohnten lediglich 190 im Hauptort. Die Parroquia wurde am 8. September 1852 gegründet. Quingeo wurde am 13. September 2009 zu einem nationalen Kulturerbe erklärt.

## Lage
Die Parroquia Quingeo liegt in den Anden im Hügelland 17 km südsüdöstlich der Provinzhauptstadt Cuenca. Der Hauptort Quingeo liegt auf einer Höhe von 2750 m. Im Nordwesten reicht das Verwaltungsgebiet bis zur Fernstraße E35, der südlichen Stadtumgehung von Cuenca.
Die Parroquia Quingeo grenzt im Norden an die Parroquia Santa Ana, im Osten und im Südosten an die Parroquias San Bartolomé, Ludo und San José de Raranga (alle drei im Kanton Sígsig) sowie im Westen an die Parroquias Cumbe und Tarqui.

## Orte und Siedlungen
Die Parroquia umfasst 28 Comunidades sowie 2 Barrios. Im Folgenden eine Liste von Communidades: Allpacruz, Alto Macas, Caspicorral, Centro parroquial, Cochapamba Chico, Cochapamba Grande, El Tejar, El Verde, Florida-Runa Macas, Garaushi, Guayrapungo, Jabaspamba, La Conferencia, La Mora, Los Laureles, Macas, Machay, Potrero, Monjas, Pillachiquir Rodeo, Pirancho, Punta Hacienda, Quingeo Loma, Quinzhaloma, Rumipamba, San Vicente, Turupamba, Yanallpa und Yungapamba.